# ¿Qué puede pasar?
¿Qué puede pasar? es una película argentina estrenada en octubre del 2018. Es del género de la comedia y esta dirigida por Andrés Tambornino y Alejandro Gruz. La protagonizan Darío Lopilato, Grego Rosello, Magdalena Bravi, Inés Palombo, Emilio Disi (†) y Luciana Salazar. Fue el último proyecto en el que estuvo involucrado Disi, quien falleció el 14 de marzo del 2018, 7 meses antes del estreno del filme.

## Sinopsis
Marito (Darío Lopilato) es un treintañero algo inmaduro que vive con sus padres. Sin trabajo ni pareja estable, dedica todo su tiempo a sus fallidos intentos de desarrollar un drone inteligente "que ayude a mejorar la calidad de vida en el planeta".
Su mamá (Mirta Busnelli) gana un viaje en un concurso y convence al papá (Osvaldo Santoro) de tomarse unos días de descanso y concretar así una muy postergada luna de miel.
Lleno de recomendaciones, dejan a Marito a cargo de la casa y del local de reparaciones de electrodomésticos de la familia, que es toda una institución en el barrio.
Por accidente, Marito pierde los ahorros familiares y, junto a su mejor amigo Peter (Grego Rossello), hacen lo imposible para recuperarlos, mientras siguen adelante con su plan original de aprovechar la ausencia de los padres de Marito para organizar una fiesta con mucho alcohol, ningún control y "alguna chica que se llame Kimberley".
Con este objetivo y nula eficacia, ambos amigos intentan hacerse cargo del negocio familiar, pero terminan enredados en una trama policial cuando son contratados por una misteriosa mujer (Luciana Salazar) para quedarse a cargo del anciano millonario Hans Muller (Emilio Disi†) y abrir la bóveda en su mansión. Allí intentarán hacer la fiesta que habían soñado y que se convertirá en una explosiva mezcla de excesos, crimen internacional, peligros y romance, que llegará cuando conozcan a Jessica (Inés Palombo) y Antonella (Magdalena Bravi).

## Reparto
- Darío Lopilato como Mario “Marito”
- Grego Rossello como Pedro “Peter”
- Magdalena Bravi como Antonella
- Inés Palombo como Jessica
- Emilio Disi (†) como Hans Muller
- Luciana Salazar como Monica
- Osvaldo Santoro como Don Mario
- Mirta Busnelli como Helena
- Luis Ziembrowski como Axel
- Chang Sung Kim como Carlos
- Alejandro Muller como Walter